# TVS 홀딩스
TVS 홀딩스 주식회사(영어: TVS Holdings Ltd)는 인도 첸나이에 본사를 둔 자동차 부품 회사이다. TVS 그룹의 일부로, 자동차 산업을 위한 알루미늄 및 마그네슘 주조품을 생산한다. 이 회사는 자회사인 TVS 모터 컴퍼니에 추월당하기 전까지 TVS 그룹의 주력 회사였다.
이 회사는 1962년 영국 클레이턴 듀완드르 홀딩스 plc와의 협력을 통해 순다람-클레이턴 주식회사로 설립되었다. 2023년에 TVS 홀딩스 유한회사가 회사에 합병된 후 TVS 홀딩스 주식회사로 사명이 변경되었다.
2024년 5월, TVS 홀딩스는 홈 크레디트 인디아의 80.74% 지분을 인수했다.